# Курка та свиня

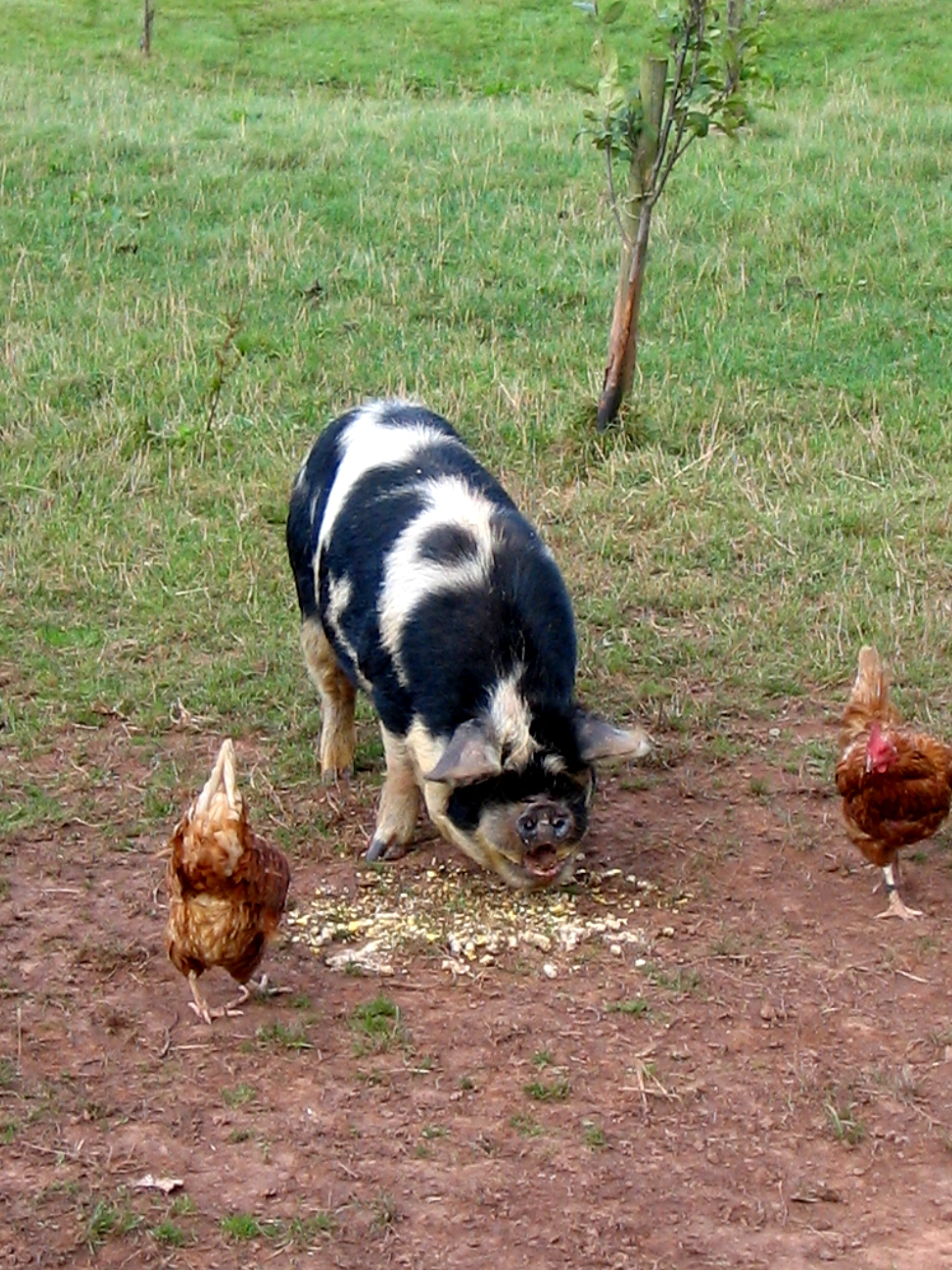
Курка та свиня

Байка про курку і свиню розповідає про спробу тварин розпочати спільний бізнес, створивши страву з  шинки та яєць. За такої умови від свині вимагається цілковита жертовність (шинка), а від курки часткова участь (яйця).

## Сюжет
Свиня і курка йдуть собі дорогою. Курка каже свині: «Відкриймо ресторан!» Свиня ж відповідає: «Гарна ідея, а що ж подаватимемо на стіл?» Курка думає і каже: «Чому б не подавати шинку та яйця?». «Я не погоджуюсь», відповідає свиня, «адже тоді я буду повністю віддана ідеї (досл. повністю приготована, committed), а ти лише залучена (involved)».

## Тлумачення та мораль
Отже, свині використовуються для створення продукту регулярно і часто (повністю залучені), тоді як будь-які інші — кури, ті, що зацікавлені та залучені в проєкті, але не мають прямого стосунку до приготування страви. Потреби, бажання, ідеї та вплив курей беруться до уваги, але їм не завжди дозволяють прямо впливати, видозмінювати або включатися в хід проєкту.

## Зовнішні посилання
- Chicken and Pig Cartoon - ImplementingScrum.com [Архівовано 23 червня 2018 у Wayback Machine.]
- Lessons from a Yahoo Scrum Rollout [Архівовано 23 травня 2013 у Wayback Machine.]
- Dilbert variant [Архівовано 23 червня 2018 у Wayback Machine.]

| Бізнес | Це незавершена стаття про бізнес. Ви можете допомогти проєкту, виправивши або дописавши її. |